# 北海道道118号美深中川线
北海道道118号美深中川线（日语：北海道道118号美深中川線）是一条连结北海道中川郡美深町和中川町的主要道级道路（北海道道）。

## 路線数据
- 起点：北海道中川郡美深町恩根内（＝国道40号交点）
- 終点：北海道中川郡中川町安川（＝国道40号交点）
- 总長：44.2千米
- 重複区間：中川町板谷 - 中川町安川（北海道道218号板谷佐久停车场线）

## 经过的自治体
- 上川综合振兴局
  - 中川郡美深町
  - 中川郡中川町

## 主要连接道路
- 美深町
  - 国道40号
- 中川町
  - 北海道道964号板谷蕗之台线＝板谷
  - 北海道道119号远别中川线
  - 国道40号

## 历史
- 1982年9月30日 路線勘定（路線编号1015）。
- 1994年10月1日 路線编号变更。
  - 中川郡美深町恩根内～恩根内站路段源自道道852号恩根内停車場線，恩根内站～中川郡中川町板谷路段源自道道539号板谷恩根内停車場線。另外，中川郡中川町板谷～中川郡中川町安川路段与道道94号板谷佐久停車場線（現218号）重複。

## 其他
- 部分路面未敷设、未拓宽。近年由於路面溃决，美深町小車～中川町板谷間（小車峠）路段全年禁行。